# Piet in 't Hout
Piet in 't Hout (Den Haag, 9 februari 1879 – Den Haag, 7 april 1965) was een Nederlandse kunstenaar uit de nabloei periode van de Haagse School. 

## Biografie
In 't Hout was een leerling van de veeschilder P. Stortenbeker. Hij woonde en werkte te Brussel, Antwerpen en Den Haag. Hij schilderde voornamelijk stadsgezichten en bloemstillevens, maar ook landschap. Zijn kleinzoon Piet Pijn - door Piet in `t Hout opgevoed - zou later de aartsvader van de Noordelijke realisten worden. 
Hij ontving twaalf onderscheidingen waaronder o.a. de volgende prijzen:
- 1906 Leopold orde
- 1909 Prix de Rome
- 1912 Grand Prix et medaille d’or Paris